# Aleuriospora
Aleuriospora, aleuriokonidium – bezpłciowy zarodnik (konidium) niektórych grzybów wytwarzany na szczycie strzępek, ale pozostający na nich aż do rozpadu grzybni. Tym różni się od zwykłych konidiów, które pojedynczo lub pakietami odrywają się od komórki konidiotwórczej.
Aleuriospory występują u wielu gatunków dermatofitów i podobnie jak chlamydospory pełnią funkcję przetrwalnikową. Dzięki aleuriosporom np. Epidermophyton floccosum może przetrwać przez lata w prysznicach, kąpieliskach, basenach, na ręcznikach, kocach, prześcieradłach, butach i innych ubraniach. Aleuriospory podobnie jak chlamydospory mają grubą ścianę komórkową. Istnieją jednak między nimi różnice. Chlamydospory mają podwójną ścianę komórkową, aleuriospory natomiast są ograniczone grubą, ale jednowarstwową ścianą komórkową. Jest ona często zróżnicowana. Np. u Humicola grisea jej wewnętrzna strona jest szklista, zewnętrzna jest melanizowana. Melanizacja powstaje na obrzeżach ściany komórkowej i postępuje od wewnątrz przez cytoplazmę. Rozróżnienie między chlamydosporami i aleuriosporami można dokonać na podstawie obecności ściany wtórnej w tych pierwszych i istnienia pojedynczej, częściowo melanizowanej warstwy u drugich.